# Bythaelurus hispidus
Bythaelurus hispidus е вид пилозъба акула от семейство Scyliorhinidae.

## Разпространение и местообитание
Видът е разпространен в Индия (Андамански острови).
Обитава океани и морета. Среща се на дълбочина от 200 до 403 m, при температура на водата от 9,3 до 12,2 °C и соленост 34,9 – 35,4 ‰.

## Описание
На дължина достигат до 29 cm.